# Stina Kagevi
Stina Kagevi (født 28. august 2005 i Stockholm) er en cykelrytter fra Sverige, der kører for Team Coop-Repsol.